# Манхол (Пенсилванија)
Манхол (енгл. Munhall) град је у америчкој савезној држави Пенсилванија.

## Демографија
По попису из 2010. године број становника је 11.406, што је 858 (-7,0%) становника мање него 2000. године.
| Група             | 2000.          | 2010.         |
| Белци             | 11.558 (94,2%) | 9.888 (86,7%) |
| Афроамериканци    | 415 (3,4%)     | 1.079 (9,5%)  |
| Азијати           | 75 (0,6%)      | 109 (1,0%)    |
| Хиспаноамериканци | 98 (0,8%)      | 166 (1,5%)    |
| Укупно            | 12.264         | 11.406        |